# Musique pour Supermarché
Musique pour Supermarché eller Music for Supermarkets är ett musikalbum av Jean Michel Jarre som släpptes 1983 i ett enda exemplar. Den enda skivan auktionerades ut till välgörenhet.
Jarre hade 1983 tillfrågats att komponera bakgrundsmusik för en konstutställning med tema stormarknad, Orrimbe. Jarre tackade ja. Mellan februari och maj samma år spelade han in Musique pour Supermarché. Utställningen pågick under juni månad. Efteråt skulle utställningsobjekten auktioneras ut. Jarre bestämde sig för att göra samma sak med musiken och lät trycka en enda kopia på LP-skiva som skulle auktionerades ut till välgörenhet. Efter utställningen förstördes masterinspelningen och masterplattan.
Albumet gick för 69 000 franska franc. Det har sedan sålts vidare två gånger (2007).
Efter auktionen spelades albumet i sin helhet på Radio Luxembourg. Jarre introducerade albumet med orden Piratez moi! (’Piratkopiera mig!’). Bootleginspelningar av radiosändningen finns och har spritts, men eftersom Radio Luxembourg sände över AM-bandet är ljudkvaliteten låg.
Några av låtarna har gjorts om av Jarre själv i senare verk.

## Låtlista
1. Music for Supermarkets Overture
2. Music for Supermarkets 1
  - Part 1
  - Part 2
  - Part 3
3. Music for Supermarkets 2
4. Music for Supermarkets 3
5. Music for Supermarkets 4
6. Music for Supermarkets 5

## Återanvänt material
Några av låtarna på albumet har återanvänts på Jarres senare album.
- Music for Supermarkets 1, Part 2, i Cinquième Rendez-vous (Rendez-vous, 1986)
- Music for Supermarkets 2, i Blah Blah Café (Zoolook, 1984)
- Music for Supermarkets 4, i Diva (Zoolook)